# Max Bunker
Max Bunker, seudónimo de Luciano Massimiliano Secchi (Milán, Italia, 24 de agosto de 1939), es un guionista de cómics, escritor, editor y periodista italiano.

## Biografía
Tras terminar sus estudios, se mudó a París para estudiar en la Sorbona, donde se inscribió como auditor y podía consultar el archivo para profundizar sus estudios de literatura e historia. Una vez vuelto a su país, debutó como escritor a finales de los años 1950, escribiendo novelas policíacas. En 1960, junto a su cuñado Andrea Corno fundó en Milán l'Editoriale Corno, una casa editorial de historietas que el mismo año publicó dos antologías de cómics estadounidenses. Su debut como historietista se produjo en 1961, creando la Oesteada Maschera Nera.
Secchi creó personajes de cómics de todos los géneros. Sus éxitos más reconocidos son los fumetti neri Kriminal y Satanik, ambos con dibujos de Magnus, los cuales, junto a Diabolik de las hermanas Giussani, revolucionaron la historieta en Italia. Los dos cómics evolucionarían desde el género puramente negro a un policíaco más tradicional, debido a los numerosos juicios, secuestros, denuncias y las persecuciones de la prensa, que llevaron a Secchi a juicio unas veinte veces por delitos contra la moral pública (de los que siempre fue absuelto). Pese a los resultados favorables de los procesos, fueron experiencias duras, que lo llevaron a practicar la autocensura.
Posteriormente, debido al éxito de la revista Linus, Secchi fundó y dirigió Eureka, que albergaba varios cómics, entre los que sus historietas Fouché y Maxmagnus. Eso sentó las bases de Alan Ford, que debutó en 1969 y, pese a un debut decepcionante, dos años después obtuvo un éxito tal que represent otro punto culminante de su colaboración con Magnus.
En 1970, empezó a editar las aventuras de los superhéroes estadounidenses de Marvel Comics, publicados inicialmente en los álbumes dedicados a Spider-Man (en italiano, Uomo Ragno). Tras el fin de su colaboración artística con Magnus, siguió creando nuevos personajes hasta la crisis a principios de los años 1980, que llevó al cierre de la editorial en 1984. Decidió fundar una nueva casa, la Max Bunker Press, con la que siguió publicando Alan Ford y otros personajes suyos, además de reeditar viejos éxitos como Kriminal y Satanik. Su actividad como editor terminó en 2013, cuando pasó el relevo a su hija Raffaella quien, con su propia casa, aún edita Alan Ford.

Su actividad como novelista se basa sobre todo en el personaje del detective Riccardo Finzi, protagonista de dieciséis novelas, que inspiraron también la película Agenzia Riccardo Finzi... praticamente detective (1979), dirigida por Bruno Corbucci, con Renato Pozzetto y Enzo Cannavale.